# Jolly Catania
Calcio Femminile Jolly Catania – włoski klub piłki nożnej kobiet, mający siedzibę w mieście Katania, na południu kraju.

## Historia
Chronologia nazw:
- 1972: Polisportiva Libertas Nesima Inferiore
- 1975: Calcio Femminile Jolly Componibili Cutispoti Catania
- 1979: C.F. Jolly Catania

Klub piłkarski Polisportiva Libertas Nesima Inferiore został założony w mieście Katania (dzielnica Nesima Inferiore) w 1972 roku z inicjatywy Angelo Cutispoti. W 1972 zespół startował w mistrzostwach regionalnych Serie B siciliano. W 1974 zwyciężył w mistrzostwach Sycylii i awansował do Serie Interregionale. W 1975 zmienił nazwę na Calcio Femminile Jolly Componibili Cutispoti Catania. W 1977 najpierw zajął pierwsze miejsce w grupie F, a potem w turnieju finałowym zwyciężył w grupie półfinałowym, a w finale pokonał 1-0 Pulivapor Piacenza. Debiut w Serie A był bardzo udanym, klub osiągnął pierwszy swój sukces, zdobywając swój pierwszy tytuł mistrzowski. W 1979 przyjął obecną nazwę C.F. Jolly Catania i zdobył brązowe medale mistrzostw. Ale po zakończeniu sezonu zrezygnował z występów w Serie A i został rozwiązany. 

## Sukcesy

### Trofea międzynarodowe
Nie uczestniczył w rozgrywkach europejskich (stan na 01-01-2017).

### Trofea krajowe
- Serie A (I poziom):
  - mistrz (1): 1978
  - 3.miejsce (1): 1979

- Serie Interregionale (II poziom):
  - mistrz (1): 1977

## Stadion
Klub rozgrywa swoje mecze domowe na stadionie Angelo Massimino w Katanii, który może pomieścić 23266 widzów.